# Juri Borissowitsch Lewitan

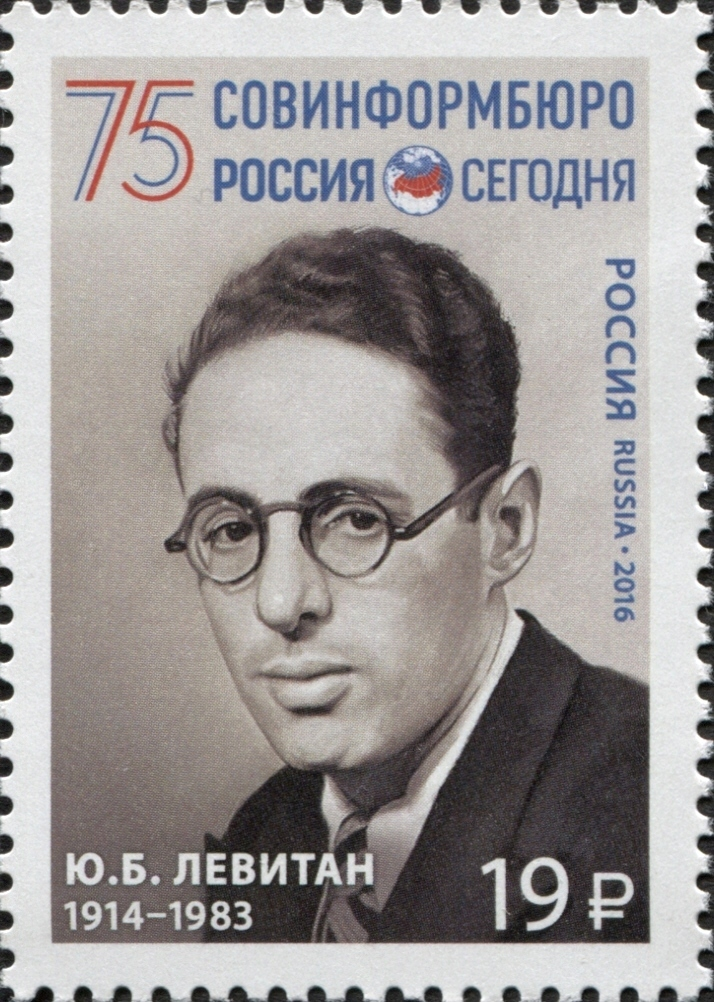
Lewitan auf einer russischen Briefmarke

Juri Borissowitsch Lewitan (russisch Юрий Борисович Левитан; * 19. Septemberjul. / 2. Oktober 1914greg. in Wladimir, Russisches Kaiserreich; † 4. August 1983 in Bessonowka, Oblast Belgorod) war ein sowjetischer Radiosprecher.
Er verkündete im Radio unter anderem den Beginn und das Ende des Deutsch-Sowjetischen Krieges und machte den Tod von Josef Stalin und ebenso den ersten bemannten Raumflug von Juri Gagarin im Jahre 1961 bekannt.

## Biografie

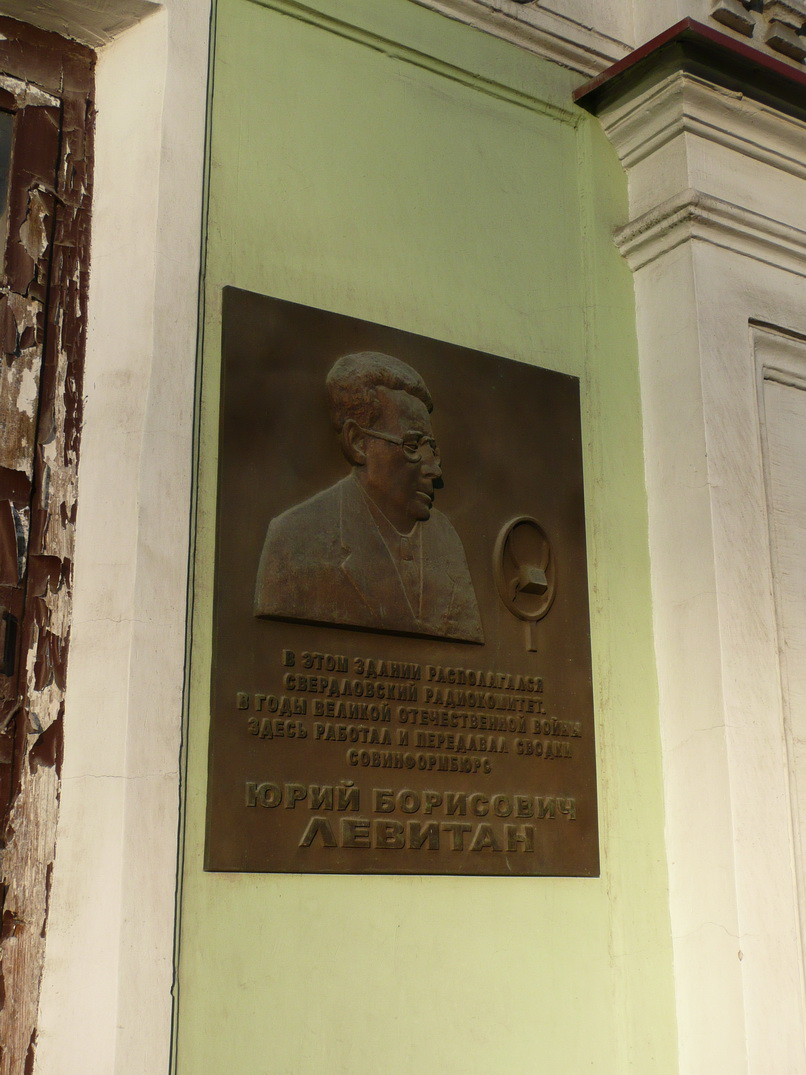
Gedenktafel für Juri Borissowitsch Lewitan in Jekaterinburg

Lewitan wurde in Wladimir als Sohn eines Schneiders und einer Hausfrau geboren. In den frühen 1930er Jahren reiste er in der Hoffnung, Schauspieler zu werden, nach Moskau, wurde aber wegen seiner provinziellen Art abgelehnt. Doch er bekam wegen seiner charakteristischen tiefen Stimme einen Job bei einem Moskauer Radiosender. Nachdem Josef Stalin im Januar 1934 eine Sendung von ihm hörte, rief er beim Radiosender an und verlangte, dass von nun an Lewitan seine Ankündigungen lesen müsse. Folglich wurde Lewitan nicht nur der persönliche Sprecher für Stalin, sondern eine führende sowjetische Radio-Persönlichkeit.
Nach dem deutschen Einmarsch 1941 wurde Lewitan nach Jekaterinburg evakuiert, da Moskauer Radiosender abgebaut wurden, um deutsches Bombardement zu vermeiden. Damals lebte er, wegen seiner Bedeutung als führende Radio-Persönlichkeit der Nation, an einem geheimen Ort. Im März 1943 wurde er heimlich nach Samara transportiert, wo der sowjetische Radioausschuss tagte. Trotz der Entfernung zu Moskau in all den Jahren, begannen seine Berichte immer mit seinem Markenzeichen „Achtung, hier spricht Moskau!“ (Russisch: Внимание, говорит Москва). Lewitan machte rund 2000 Radiomeldungen während des Krieges. Viele von ihnen wurden nachträglich in den 1950er Jahren aufgenommen, als er sie im Studio zu Archivierungszwecken reproduzierte.
Nach dem Krieg berichtete Lewitan von Ereignissen auf dem Roten Platz und staatlichen Bekanntmachungen. Zwischen 1978 und 1983 kündigte er die jährliche Schweigeminute zum Gedenken an den Tag des Sieges in der Sowjetunion an. Im Jahr 1980 wurde er mit dem Titel eines Volkskünstlers der UdSSR ausgezeichnet. Er starb an einem Herzinfarkt im Jahre 1983 und wurde auf dem berühmten Nowodewitschi-Friedhof in Moskau beigesetzt.